# フローニンゲン駅

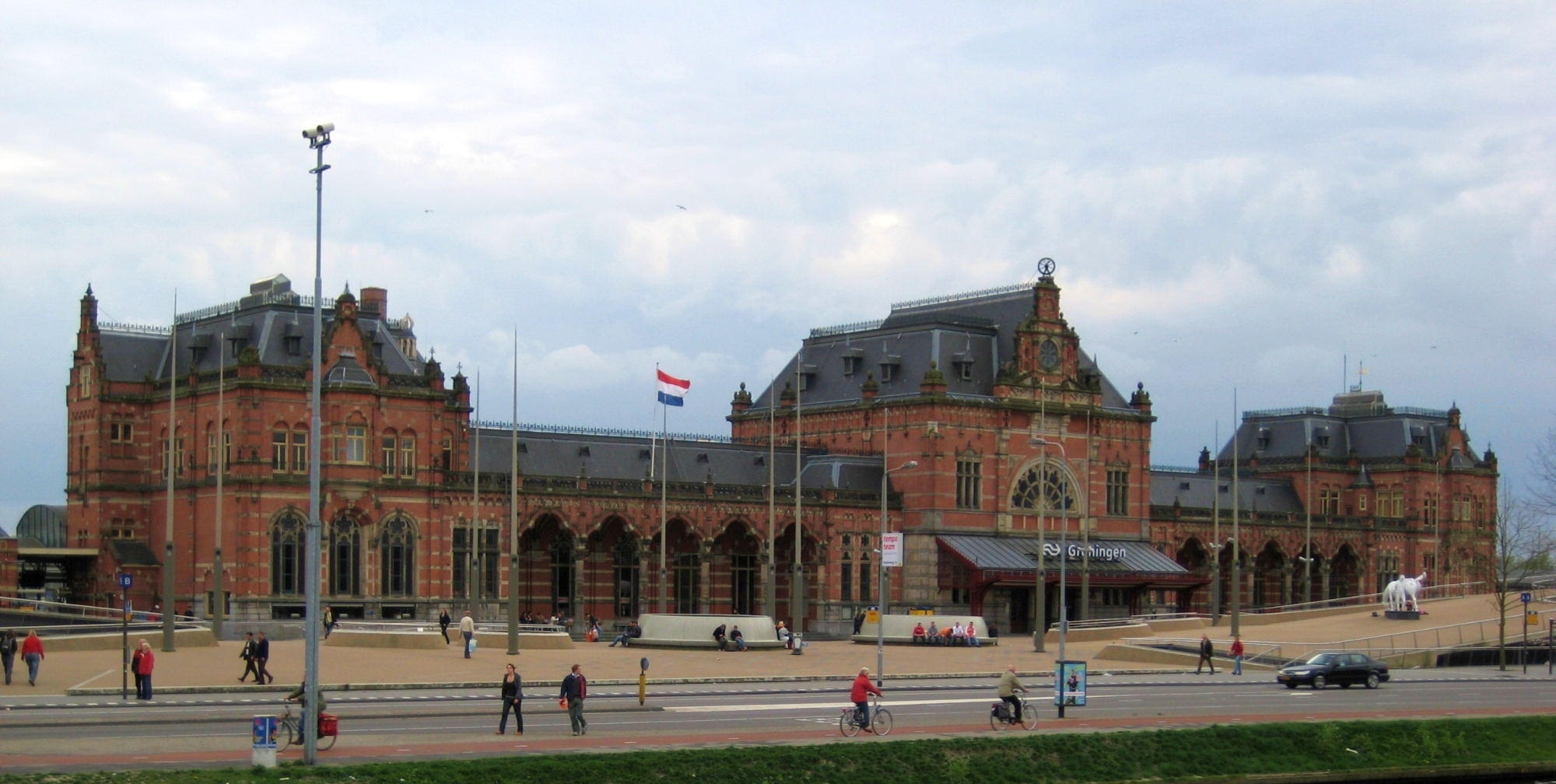
フローニンゲン駅

フローニンゲン駅(フローニンゲンえき、蘭: Station Groningen または Hoofdstation)は、オランダのフローニンゲンにある中央駅。19世紀末に建てられたオランダ・ルネッサンス様式の壮麗な建物と、構内にほどこされた美しいタイル絵などの装飾で有名。オランダ鉄道が運営し、スキポール空港駅、デン・ハーグ中央駅行きのインターシティほか、オランダの各都市をつなぐ路線が走っている。地下には、約4000台の自転車が収容できる巨大な無料駐輪場がある。

## 歴史
1866年に開通したが、当時の駅は現在のものとは異なり、屋外の仮設駅だった。現在の駅舎は、1896年にイサク・ゴッシャルク（Isaac Gosschalk）によって設計された。天井には花模様などのパピエ・コレ、壁には守護聖人や女神などのタイル画が描かれている。
|  |  |

## 駐輪場

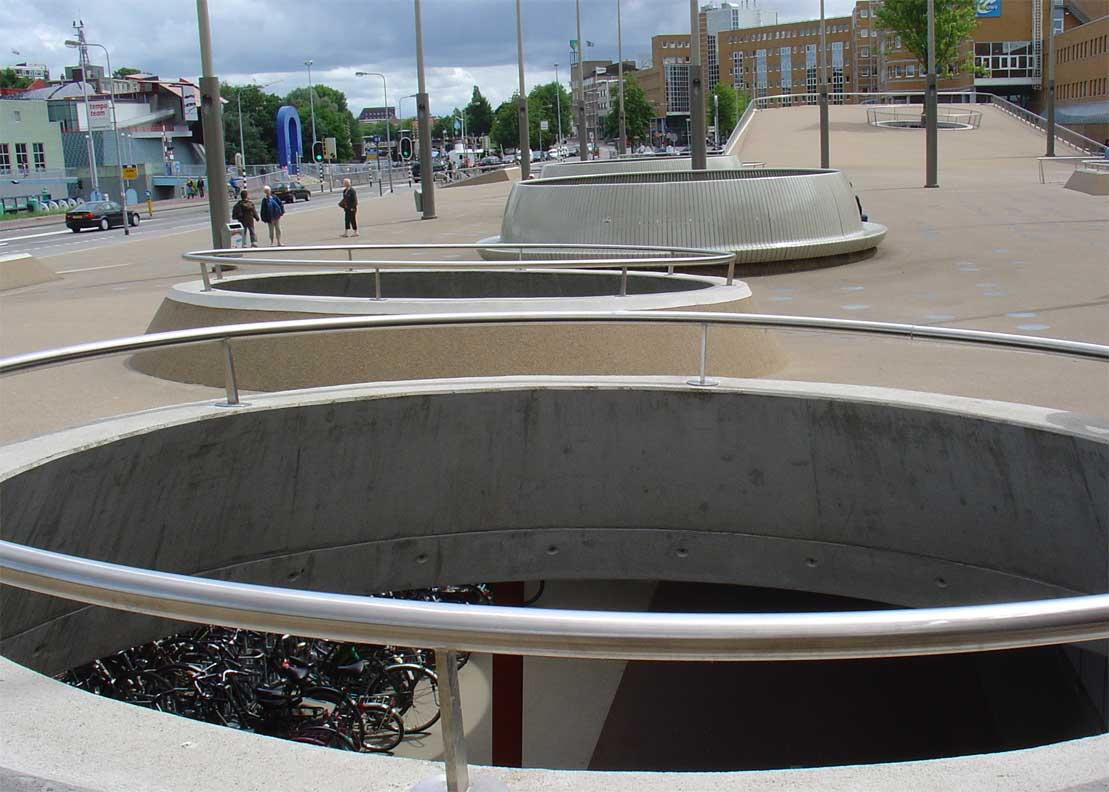
フローニンゲン駅の地下駐輪場

鉄道弘済会経営の駐輪場と屋外のスタンド式駐輪場で、合計4,000台の収容能力がある。駅前広場は市条例により全面駐輪禁止のため、不法駐輪自転車は即時撤去される。フローニンゲンは人口約19万人が30万台の自転車を所有する自転車の街で、町の中心部に自動車は進入できない。駅の駐輪場だけでなく、市内各所にある駐輪場はすべて無料である。